# Pedofilia e Chiesa cattolica nel XXI secolo
I casi di pedofilia all'interno della Chiesa cattolica – ovvero abusi sessuali su minori o possesso di materiale pedopornografico da parte di vescovi, sacerdoti, religiosi e catechisti appartenenti alla Chiesa cattolica – nel XXI secolo hanno riscosso una vasta eco mediatica e una considerevole attenzione da parte dell'opinione pubblica internazionale a partire dal 2002 e in particolare tra il 2009 e il 2010.

## Nei secoli precedenti
Per comprendere il pensiero dei Padri della Chiesa sulla pedofilia e la pederastìa (e l'omosessualità) bisogna rifarsi all'etica romana a partire dall'età repubblicana, periodo in cui il potere legislativo prese «provvedimenti contro la pederastìa», prima in via amministrativa, poi in via giudiziaria. Pur ritenendo «normale che un uomo avesse rapporti sessuali con altri uomini, oltre che con le donne» i Romani, a differenza dei Greci, «non ritenevano che, per i ragazzi, essere soggetti passivi di un rapporto omosessuale fosse educativo». Il pensiero dei Padri riprendeva in parte la morale «tardo pagana» sul matrimonio. Anche altri studiosi concordano su questa impostazione. Da un tipo di «sessualità di stupro», il romano che «sottometteva senza problemi e senza rimorsi la moglie, le schiave e gli schiavi», cominciò a imporsi una regola di vita, che diventò un «codice morale repressivo». Prima che il cristianesimo prendesse campo, la morale sessuale dei romani «si era trasformata da una bisessualità di stupro in un'eterosessualità di riproduzione». La castità, anticipando il pensiero dei Padri, era diventata una virtù. La predicazione cristiana trovò un facile terreno, alimentata dalla predicazione stoica «che esortava a controllare le passioni, a vincere le pulsioni, a indirizzare il sesso alla procreazione». La nuova regola era «l'eterosessualità di riproduzione».

## L'inizio dell'attenzione mediatica
L'interesse dei media nei confronti del fenomeno della pedofilia all'interno della Chiesa cattolica prende avvio negli Stati Uniti d'America, a Boston, a partire da gennaio del 2002, con l'inchiesta avviata dal quotidiano The Boston Globe, il cui primo caso riguardava la condanna a dieci anni di carcere comminata a John J. Geoghan, un prete che aveva violentato un bimbo di dieci anni. Il giornale iniziò a pubblicare resoconti di denunce, condanne, dimissioni e insabbiamenti di casi di pedofilia da parte di esponenti del clero cattolico. Nella sola Boston finirono sotto accusa 89 sacerdoti e rimossi dall'incarico più di 55 preti. L'estensione del fenomeno e la sua gravità hanno sconvolto l'opinione pubblica.
Si giunse sino al coinvolgimento dell'allora arcivescovo di Boston, il cardinale Bernard Francis Law. L'arcivescovo, accusato di aver permesso a diversi preti, già accusati di abusi sessuali su minori, di continuare ad esercitare la propria opera in parrocchie non informate delle denunce pendenti sugli stessi sacerdoti, fu costretto a rassegnare le dimissioni nelle mani di Giovanni Paolo II il 13 dicembre 2002 (in un primo tempo respinte dallo stesso pontefice), dopo essersi scusato pubblicamente e aver fornito all'autorità giudiziaria i nomi di 90 sacerdoti responsabili di molestie a danno di minori. Il tribunale ordinò la consegna di migliaia di documenti della Chiesa di Boston che rivelavano decenni di abusi sessuali da parte di sacerdoti. A seguito delle richieste di risarcimento, tre diocesi avviarono in pochi mesi la procedura di bancarotta: l'arcidiocesi di Portland, la diocesi di Tucson e la diocesi di Spokane. I numerosi casi di pedofilia, riguardanti abusi compiuti durante vari decenni precedenti, ottennero presto attenzione da parte dei maggiori mezzi di informazione statunitensi, sino a raggiungere un notevole rilievo anche internazionale.
In seguito una successiva crisi che interessò anche l'Europa acquistò un più intenso rilievo mondiale nel biennio 2009-2010, coinvolgendo anche paesi come Irlanda, Austria, Italia, Belgio, Paesi Bassi, Germania, Svizzera, Spagna, Regno Unito, Francia e Malta. In particolare il caso irlandese fu oggetto di due inchieste governative sugli abusi sessuali: dopo aver ricevuto i vescovi nel febbraio 2010 a Roma, Benedetto XVI rese pubblica una lettera ai cattolici d'Irlanda che costituiva una novità rilevante, come osservò il quotidiano francese Le Monde, soprattutto in relazione alla richiesta di collaborazione con le autorità civili e alla denuncia della cultura del segreto che ha permesso la moltiplicazione delle violenze sessuali. Lettera che provocò una serie di dimissioni: dal vescovo della diocesi di Cloyne John Magee al vescovo di Kildare e Leighlin James Moriarty.
In Germania il Vaticano fu accusato di aver ostacolato le indagini dei magistrati relative al collegio gesuita "Canisius" di Berlino e nel marzo 2010 riemersero storie di abusi sessuali nell'ambiente del coro delle voci bianche del duomo di Ratisbona. Il vescovo Gerhard Ludwig Müller confermò che ci furono casi di abusi sessuali negli anni cinquanta, per i quali i colpevoli furono condannati dalla giustizia, e riferì che erano in corso altre indagini in merito ad altri episodi che sarebbero avvenuti nel convitto fino agli anni settanta. Grande clamore suscitò il caso belga tra la primavera e l'estate del 2010 quando, durante le perquisizioni nell'arcivescovado di Malines, poi dichiarate illegali, i gendarmi avevano tenuto chiusa, per alcune ore in uno stanzone della cattedrale, l'intera conferenza episcopale belga, arrivando a scoperchiare le cripte di due cardinali. L'ex-presidente dell'episcopato belga, Godfried Danneels, fu interrogato per oltre dieci ore, perquisita la dimora e sequestrato il computer».
Papa Ratzinger ha condannato in varie occasioni i casi di pedofilia, durante l'assemblea plenaria per la famiglia dell'8 febbraio 2010 disse: «La Chiesa, lungo i secoli, ha promosso la tutela della dignità e dei diritti dei minori e in molti modi, si è presa cura di essi. Purtroppo, in diversi casi alcuni dei suoi membri, agendo in contrasto con questo impegno, hanno violato tali diritti: un comportamento che la Chiesa non manca e non mancherà di deplorare e condannare».
Nel settembre 1965, durante il Concilio Vaticano II, viene diffuso fra i padri conciliari in circa 2 500 copie un opuscolo informativo sui casi di violazione sacerdotale del voto di castità (pedofilia e sacerdoti che avevano relazioni stabili con una donna), con la richiesta di rivedere le regole del celibato sacerdotale, quale misura di prevenzione di questi fenomeni.

### Estensione del fenomeno
Nel giugno 2009 il cardinale Cláudio Hummes, prefetto della Congregazione per il Clero dichiarò al settimanale cattolico spagnolo Vida Nueva che «La Chiesa non può chiudere gli occhi di fronte ai casi di pedofilia tra i propri preti, che in alcune diocesi arrivano a coinvolgere quattro preti su cento», rettificando una propria intervista del 5 gennaio 2008 all'Osservatore Romano, in cui dichiarava che tra i sacerdoti «neppure l'1% ha a che fare con problemi di condotta morale e sessuale».
Nel settembre del 2009 l'arcivescovo Silvano Tomasi, osservatore permanente della Santa Sede all'ONU di Ginevra, in una dichiarazione al Consiglio dei Diritti Umani delle Nazioni Unite a Ginevra, dichiarò che, stando alle ricerche interne, nel clero cattolico tra l'1,5% e il 5% era coinvolto in abusi sessuali su minori.
Per Charles Scicluna, "promotore di giustizia" della Congregazione per la Dottrina della Fede, tali stime sarebbero sovradimensionate rispetto al numero delle denunce di chierici accusati di abusi su minori di 18 anni pervenute dalle singole diocesi alla Congregazione per la Dottrina, organo vaticano competente in materia, negli anni 2001-2010: le denunce da tutto il mondo presentate alla Congregazione avrebbero coinvolto circa 3 000 sacerdoti, dei quali propriamente pedofili circa un decimo. Secondo i dati presentati dalla Chiesa cattolica a fronte di una popolazione media di circa 440 000 membri del clero nel mondo (comprendente diaconi, presbiteri e vescovi, calcolata considerando i dati relativi agli anni 1968, 1970, 1978-2006) i chierici colpevoli di abusi su minori risulterebbero all'incirca lo 0,67%, dei quali propriamente pedofili lo 0,067%.
Nel 2002 la conferenza episcopale statunitense commissionò uno studio dettagliato sul fenomeno al John Jay College of Criminal Justice della City University of New York, che è riconosciuta come la più autorevole istituzione accademica degli Stati Uniti in materia di criminologia. Lo studio, che venne pubblicato nel 2004 con il titolo John Jay Report, convalidò 6 700 accuse contro 4 392 sacerdoti e diaconi in carica negli Stati Uniti dal 1950 al 2002, circa il 4% di tutti i 109 694 sacerdoti che hanno prestato servizio durante il periodo coperto dallo studio. Le accuse di crimini a sfondo sessuale con minori sono state molte di più, 10 667, ma quelle ritenute credibili solo 6 700, che hanno appunto riguardato il 4% dei presbiteri. Dei 4 392 accusati, 1 021 (24%) sono stati segnalati alla polizia, 384 processati, 252 (6%) condannati e più di 100 (2%) hanno ricevuto pene detentive. Il che significa che le condanne penali definitive di preti pedofili negli Stati Uniti sono state nel periodo 1950-2002 poco più di una all'anno.
I dati dello studio, opportunamente filtrati in modo da garantire l'anonimato di vittime e accusati, provenivano direttamente dagli archivi diocesani in cui sono presenti schede personali su ogni sacerdote accusato di abusi sessuali e su ogni vittima che ha denunciato. Secondo il rapporto, i processi civili svoltisi hanno incriminato 252 chierici (0,23% del totale) per abusi su minori di 18 anni. Un supplemento della ricerca del 2006 ha indicato un totale di 358 persone incriminate (0,33% del totale).
Nell'aprile 2010 la Chiesa cattolica di Malta ha dichiarato che 45 sacerdoti sono stati accusati di abusi sessuali su minori in base allo studio di una commissione che ha iniziato i suoi lavori nel 1999. Secondo questo studio dei 45 casi 19 non hanno basi e 13 sono ancora pendenti; alcuni dei casi risalgono agli anni settanta.
Don Fortunato Di Noto, sacerdote fondatore della Associazione Meter che si occupa di lotta alla pedofilia, nel corso della trasmissione Annozero del 27 marzo 2007 ha dichiarato che «solo l'1% dei casi di pedofilia in Italia sono imputabili ai sacerdoti». I sacerdoti in Italia secondo l'Annuarium Statisticum Ecclesiae del 2007 erano 51 262 su poco più di 60 milioni di italiani, ossia lo 0,083% degli italiani.
Di Noto ha successivamente rettificato le sue dichiarazioni sostenendo che in Italia in dieci anni si sono contati 80 casi di preti coinvolti in casi di pedofilia contro i 20 000 casi che avvengono ogni anno e i 1 000 processi che si svolgono. Anche la C.E.I. nel 2010 ha per la prima volta diffuso i dati relativi al numero di processi canonici istruiti dalla diocesi o dal Vaticano a carico di sacerdoti e religiosi accusati di pedofilia, che è risultato pari a 100 casi relativamente al periodo 2000-2010.
Tuttavia per l'Italia il segretario della C.E.I., mons. Mariano Crociata, ha dichiarato il 25 maggio 2010 che per i casi di abuso sessuale «un centinaio di casi sono stati rilevati dal punto di vista dei procedimenti canonici nel corso dell'ultimo decennio».
Il diacono psichiatra Marco Ermes Luparia, intervistato dal giornale della Conferenza Episcopale Italiana, l'Avvenire, nel numero del 26 maggio 2010, in relazione all'incidenza della pedofilia tra i preti, ha dichiarato «la percentuale ricalca pienamente quella già apparsa in altra documentazione: circa il 2%».
Secondo i dati CENSIS al 2010, che si basano sui dati ministeriali elaborati dal prof. Mastronardi, circa lo 0,07% dei casi di pedofilia in Italia riguarda il clero; questa è infatti la percentuale di sacerdoti italiani condannati per pedofilia in 50 anni, mentre nella società civile esistono invece 21000 casi di pedofilia ogni anno (1 ogni 400 minori).

## Gli effetti degli abusi sulle vittime
I casi raccolti dalla ricercatrice Mary Gail Frawley-O'Dea, unico esperto ammesso al vertice dei vescovi cattolici statunitensi nell'incontro di Dallas del 2002 dedicato al problema degli abusi sessuali, mostrano gli effetti estremamente deleteri sul corpo e sulla psiche delle vittime degli abusi sessuali.
Un bambino che subisca violenze sessuali dovrà affrontare conseguenze che possono essere devastanti e di lunga durata. Quando un giovane subisce un abuso, lo shock psicologico è così grande che il Sé normale non è in grado di assorbire o comprendere ciò che gli sta accadendo. Anche a causa di possibili danni al funzionamento cerebrale, le vittime di abuso sessuale spesso esibiscono comportamenti autodistruttivi. I superstiti delle violenze hanno anche una probabilità due o tre volte superiore, rispetto agli adulti che non hanno una storia di abuso, di compiere almeno un tentativo di suicidio nel corso della vita. Le vittime possono presentare inoltre sintomi quali dissociazione, depressione e isolamento.
Lo psicanalista Leonard Shengold ha intitolato il suo libro sugli effetti dell'abuso sessuale sui minori L'assassinio dell'anima.
Secondo Mary Gail Frawley-O'Dea, il fatto «che questa devastazione delle anime sia stata perpetrata da sacerdoti chiamati da un patto sacro a offrire protezione e gioia alle anime dei fedeli è deplorevole. Che i vescovi e altri funzionari ecclesiastici abbiano tenuto nascosti i crimini sessuali commessi da preti posti sotto la loro responsabilità, e abbiano mentito al riguardo, è altrettanto deplorevole, o forse peggio: è il male assoluto».
Secondo lo psicoanalista Richard B. Gartner, i preti non detengono certo il monopolio dell'abuso sessuale: «Ho conosciuto vittime di abusi perpetrati da familiari, insegnanti, allenatori, capi scout, baby-sitter, vicini e medici, per non citare gli esponenti del clero non cattolico. Tuttavia, gli abusi commessi dai preti hanno implicazioni particolari per le loro vittime».
Ciò che più caratterizza la violenza compiuta da esponenti del clero, come spiega Gartner, è il fatto che il sacerdote viene percepito come parte della famiglia del parrocchiano. I bambini cattolici vengono indotti a chiamare i membri del clero Padre, Madre, Sorella, Fratello e possono interpretare in modo letterale queste identificazioni ideali; inoltre i bambini possono provenire da famiglie problematiche e cercare all'interno della Chiesa figure parentali che possano fungere da modelli di ruolo e assicurare la stabilità di cui a casa sentono la mancanza. Quanto più i bambini accettano le implicazioni familiari del fatto di chiamare qualcuno Padre, Madre, e così via, tanto più l'abuso assume caratteri incestuosi. Secondo Gartner i bambini violentati da sacerdoti devono fare i conti, sul piano psicologico, con un vero e proprio incesto. Inoltre, un prete non si può definire semplicemente come "un" padre, piuttosto egli è un diretto rappresentante del Padre, una rappresentazione, per i credenti, di Cristo. Tra i casi presentati da Gartner, un prete disse esplicitamente a un bambino che resistere alle sue molestie avrebbe voluto dire opporsi direttamente alla volontà di Dio. Quando un bambino è abusato da un prete, è possibile che non abbia semplicemente una crisi di fede, può letteralmente sentire di stare tradendo Dio. Solitamente i ragazzi che più facilmente subiscono abusi da parte di sacerdoti provengono da famiglie con forti convinzioni religiose e con molta probabilità sono immersi in una propria vita religiosa, nutrendo una visione ideale dei propri mentori spirituali. Nel momento in cui il ragazzo si rende conto di essere stato sfruttato da qualcuno che per lui rappresentava un legame diretto con Dio, il suo mondo spirituale può cominciare a crollare.
In uno dei casi di abusi sessuali presentati da Gartner, la vittima, in riferimento al sacerdote autore di violenze sessuali nei suoi confronti, testimonia: «Sono arrabbiato con Dio. Nella misura in cui Dio esiste per me, sono arrabbiato con Lui. Quest'uomo ha mandato in frantumi l'idea di un Essere Superiore. Mi ha dimostrato che Dio sbaglia, che Dio non ti protegge o non impedisce che accadano cose brutte. Il fatto che si trattasse di un prete ha provocato un cataclisma. Mi ha insegnato che c'è una menzogna nel mondo. Ho sviluppato a poco a poco un crescente cinismo. A mano a mano che crescevo mettevo da parte la mia pietà, iniziavo a odiare gli odori, i suoni, le atmosfere della Chiesa: l'incenso, i colletti, le tonache. La mia spiritualità e capacità di credere in un potere superiore sono state distrutte».

### L'avvio di azioni legali
L'avvio di un procedimento legale contro il colpevole avviene, in genere, tardivamente, spesso dopo che le vittime hanno cercato gesti di riparazione più personali. Occorre tener conto del fatto che molte vittime non rivelano mai l'abuso subito, a causa di imbarazzo e pudore dovuti alla natura sessuale dello scandalo, e del fatto che gli autori degli abusi inducono esplicitamente le vittime a mantenere il segreto, facendo loro intendere che verrebbero rimproverate se rivelassero quello che è successo, e in seguito allontanate da casa e messe in orfanotrofio, oppure minacciano la propria vittima di fare del male a lei o ai membri della sua famiglia, se dirà qualcosa. L'abusante può talvolta incolpare la vittima, accusandola di averlo sedotto, e quindi scaricando su di lei la propria vergogna e il proprio disprezzo di sé, coinvolgendola in un patto di segretezza con tanto di doni e privilegi speciali che comprano il suo silenzio. Molti bambini abusati da sacerdoti restano in silenzio perché sentono chiaramente che nessuno, nel loro ambiente, sarà disposto ad aiutarli, se diranno la verità. L'azione legale rappresenta quindi l'estremo tentativo del superstite di riprendere in mano la propria vita, oltre a costituire l'unica occasione per poter finalmente affermare pubblicamente la verità. Inoltre il risarcimento economico assume un ruolo di vitale importanza per le vittime, che hanno bisogno di un sostegno economico per affrontare i costi della terapia, della disintossicazione e di una formazione educativa o lavorativa resa precedentemente impossibile dalla presenza di sintomi da stress post-traumatico.

### Il sacerdote abusante: psicologia emodus operandi
Gli studiosi, sulla base di un campione - necessariamente limitato - di sacerdoti abusatori, reso disponibile dalla giustizia criminale e dalle istituzioni che si occupano della salute mentale, tentano di tracciare un ipotetico "ritratto" dell'abusante-tipo con lo scopo di fornire una spiegazione alla brutalità e alla violenza che hanno caratterizzato il comportamento di un numero non irrilevante di sacerdoti della Chiesa cattolica - come affermato dal sacerdote gesuita James Martin - nei confronti di minori.
Secondo i dati raccolti da Mary Frawley O'Dea e Virginia Goldner e da altri ricercatori, confrontati sia con il Jonh Jay Report, risulta che la maggior parte dei sacerdoti abusatori è costituita da pedofili seriali, nel Report del 2004 metà delle nuove accuse era rivolta a sacerdoti già precedentemente accusati di abusi sessuali: più della metà delle vittime ha dichiarato di essere stata abusata "diverse volte". Nell'esempio esposto da Mary Frawley O'Dea, una delle sue pazienti aveva subito abusi da parte del nonno a partire dai quattro anni di età. Giunta all'età di otto anni, durante la confessione settimanale raccontò al suo parroco gli abusi subiti. Il prete propose di parlarne più estesamente nel suo ufficio, quindi abusò sessualmente di lei ogni settimana nel periodo compreso tra gli 8 e i 12 anni di età della bambina. La donna non denunciò mai il sacerdote e parlò degli abusi subiti solo nel corso della terapia.
Dai dati presentati emerge altresì il fatto che la maggior parte dei sacerdoti si è spinta oltre il "semplice" palpeggiamento della vittima sotto i vestiti. Circa un terzo dei sacerdoti pedofili ha agito secondo modalità considerate dagli esperti "molto gravi": ha abusato delle proprie vittime con la penetrazione o le ha costrette al sesso orale. Altri hanno agito in modo considerato relativamente grave: solo il 2,9% dei preti si è limitato al coinvolgimento della vittima in discorsi di natura sessuale oppure all'utilizzo di immagini pornografiche. Il 9% si è limitato a toccare la vittima attraverso i vestiti oppure a farsi toccare attraverso la tonaca. Il 15,8% non si è spinto oltre la masturbazione. È inoltre di senso comune l'idea che la violenza sessuale nei confronti di un minore sia spesso motivata da abuso di alcol da parte dell'abusatore; il John Jay Report ha piuttosto evidenziato come i sacerdoti responsabili di abusi sessuali abbiano fatto uso di alcol e/o droghe solo nel 21,6% dei casi. Secondo Mary Frawley e Virginia Goldner, l'insieme di questi dati smentisce l'ipotesi secondo la quale l'abuso sessuale da parte del prete sia fondamentalmente motivato da una momentanea mancanza di giudizio: occorre invece considerare l'abusatore come una persona pericolosamente incline ad abusare di una giovane vittima diverse volte.

#### Psicologia
I principali contributori nelle ricerche sulle caratteristiche psicologiche dei sacerdoti autori di abuso sessuale sui minori, sono specialisti che hanno dedicato gran parte della propria carriera professionale al trattamento dei membri del clero affidati alle loro cure. Stephen Rossetti, sacerdote diocesano e psicologo presso il Saint Luke Institute (Maryland), afferma che gli autori di crimini sessuali, siano essi preti o laici, sono perlopiù indistinguibili da coloro che non lo sono, almeno in superficie. Pur precisando che non esiste un unico "profilo clinico" che possa indistintamente caratterizzare tutti gli autori di abuso, esistono tuttavia analoghe tipologie di problemi psicosessuali presso tale popolazione. Secondo Leslie Lothstein, psicologa clinica presso l'Institute of Living (Connecticut), è opportuno distinguere tra pedofili fissati, attratti esclusivamente da bambini e adolescenti, e non dagli adulti, e pedofili regressivi, le cui esperienze sessuali con i minori sono legate allo stress e contrastano con il più alto livello di organizzazione e funzionamento psicosessuale altrimenti prevalente. Lothstein ha ipotizzato che i pedofili fissati siano spesso immaturi, passivi, inibiti sul piano delle relazioni eterosessuali e carenti in termini di conoscenze sessuali e di abilità sociali. Le osservazioni cliniche di Curtis Bryant, sacerdote gesuita, psicologo ed ex-direttore dei servizi di ricovero presso il Saint Luke Institute, confermano la sua ipotesi secondo cui i preti efebofili che intrattengono relazioni sessuali con adolescenti di sesso maschile sono simili ai preti pedofili nella misura in cui, spesso, sono anche loro socialmente immaturi, si identificano con il minore oggetto delle loro attenzioni e non hanno occasioni di intimità con le donne.
Lothstein, coerentemente con le conclusioni di Gacano, Meloy e Bridges sostiene inoltre che l'aggressione costituisce sempre una componente critica delle interazioni sessuali tra pedofili - o efebofili - e minori. Mettendo a confronto pedofili con psicopatici e autori di omicidi, è stato rilevato che "i pedofili esibiscono in modo significativo una maggiore rabbia, che potrebbe derivare dalla loro generale inadeguatezza e rigidità cognitiva", oltre che dalla generale incapacità di soddisfare i propri desideri, inducendoli ad atteggiamenti aggressivi caratterizzati da "apparente umiltà". A questo proposito lo psicoanalista Albert Crivillè scrive: «un minore è tanto più maltrattato nel suo psichismo profondo quanto più l'aggressore sessuale assume le sembianze dell'amore».
A partire da un campione di sacerdoti esaminati, Lothstein ha individuato alcune categorie: il gruppo più numeroso comprende individui con disturbi di personalità dipendente, evitante o ossessivo-compulsiva, personalità che implicano il bisogno di essere percepiti come socialmente desiderabili oltre al bisogno di approvazione e accettazione. Lothestein descrive questi sacerdoti come "naïf e socialmente immaturi", come individui che cercano nella vocazione religiosa la gratificazione del proprio bisogno di essere idealizzati, ammirati ed amati: caratteristiche spesso attribuite agli individui narcisisti. Un numero inferiore di sacerdoti mostrava personalità più elementari, caratterizzate da disturbi antisociali, esibizioni di elementi borderline, narcisismo e istrionismo. L'ultimo e meno numeroso gruppo descritto da Lothstein, comprende individui con caratteristiche o disturbi di tipo paranoide, schizoide e schizotipico, caratterizzati da isolamento, fantasie aggressive e/o sessualmente primitive. Ciascuno di questi sacerdoti, afferma Lothstein, «aveva un atteggiamento molto negativo e compulsivo e soffriva di depressioni rabbiose e irritabili». Inoltre, secondo uno studio di Tardi e Van Gijseghem, i pedofili possiedono una "struttura dell'identità più debole" di quella degli autori di crimini non di natura sessuale, ed esibiscono un livello più alto di introversione sociale, dato, quest'ultimo, che risulta coerente con i molteplici riferimenti ai problemi sociali caratteristici di molti sacerdoti che compiono atti sessuali con bambini.
In conclusione, un numero significativo di sacerdoti e seminaristi sottoposti a psicoterapia presenta elementi caratteriali e psicodinamici associati a profonde ferite e vulnerabilità narcisistica associati a instabilità dell'autostima. Tali individui tendono a percepirsi come inferiori, inadeguati o fortemente carenti con conseguente alto livello di ansia e vergogna, episodi depressivi, o varie combinazioni di queste emozioni. Impossibilitati nel raggiungimento di un'ideale perfezione e preminenza, e nella necessità di essere percepiti e trattati come esseri speciali, ammirati da tutti, questi sacerdoti sono spesso afflitti, in varia misura, da ansia, depressione e invidia degli altri.

## Critiche alle gerarchie cattoliche
- Dure critiche sono state rivolte alla Chiesa cattolica quando fu scoperto che alcuni vescovi a conoscenza dei casi di abuso avevano trasferito i preti invece di rimuoverli.[75]
- È stato rilevato che la posizione prevalente riguardo ai casi di pedofilia era che i pedofili potessero essere curati attraverso assistenza psicologica.[76][77]
- A Barretos, in Brasile, venne aperto in segreto dai sacerdoti italiani della Congregazione di Gesù Sacerdote un centro di cura per preti pedofili.[76]
- Alessandro Maggiolini, ex-vescovo di Como indagato per favoreggiamento personale per aver informato don Mauro Stefanoni, un parroco condannato nel maggio 2008 a 8 anni di reclusione per violenza sessuale ai danni di un minore «psichicamente debole e bisognoso di affetto e cure, incapace di ribellarsi efficacemente ad un soggetto adulto circondato da rispetto»,[78][79] ha affermato «Una cosa è prendere i necessari provvedimenti canonici, altro è come vescovi diventare strumenti della giustizia italiana, non perché non vogliamo che i sacerdoti colpevoli subiscano le giuste pene dalla giustizia civile, ma perché le vittime debbono decidere loro se accedervi. E alcune preferiscono non farlo». Punto di vista sostenuto anche dal Cardinale Giuseppe Betori, segretario generale della Conferenza Episcopale Italiana.
- Cardinale Giuseppe Betori, ex-segretario generale della Conferenza Episcopale Italiana, nel 2002 ha dichiarato:[80] «I preti pedofili sono un fatto assolutamente marginale che non richiede interventi da parte delle istanze centrali della Chiesa italiana. Si tratta di un fenomeno estremamente limitato e i vescovi riaffermano la loro fiducia nella stragrande maggioranza dei preti, che servono con fedeltà la Chiesa e l'educazione dei giovani». «Il Consiglio permanente non ha mai parlato di casi di pedofilia, alla CEI non c'è nessun elenco in proposito, non abbiano né casi in evidenza né una procedura di monitoraggio». «La CEI non esercita sorveglianza sui vescovi, non è una superconferenza che li controlla, perché è responsabilità di ogni singolo vescovo affrontare la questione».
- Monsignor Mauro Cozzoli, docente di Teologia morale all'Università Lateranense, ha dichiarato a Il Messaggero il 6 aprile 2006: «Qualche volta l'autorità ecclesiastica ha coperto certi fatti per evitare che scoppiasse uno scandalo».[81]
- Hans Küng, noto teologo spesso critico verso le gerarchie ecclesiastiche, il 18 marzo 2010, ha scritto un articolo in cui sostiene che Ratzinger sia «l'uomo che da decenni è il principale responsabile dell'occultamento di questi abusi a livello mondiale».[82]
- Un esempio dell'uso comune di trasferire di parrocchia in parrocchia un prete accusato di abusi sessuali è fornito dal caso Ramos. Don Ramos fu trasferito ad un'altra parrocchia dopo un'imprecisata terapia psicologica. Nell'immagine (agli atti nel caso Ramos) si vedono gli appunti presi da qualcuno che lavorava all'interno della diocesi durante una conversazione a telefono in cui si comunicava alla diocesi che, nonostante le prime cure ricevute alla fine degli anni settanta, Ramos aveva continuato a molestare bambini (25 denunce in totale).[senza fonte]

### Risposta delle gerarchie

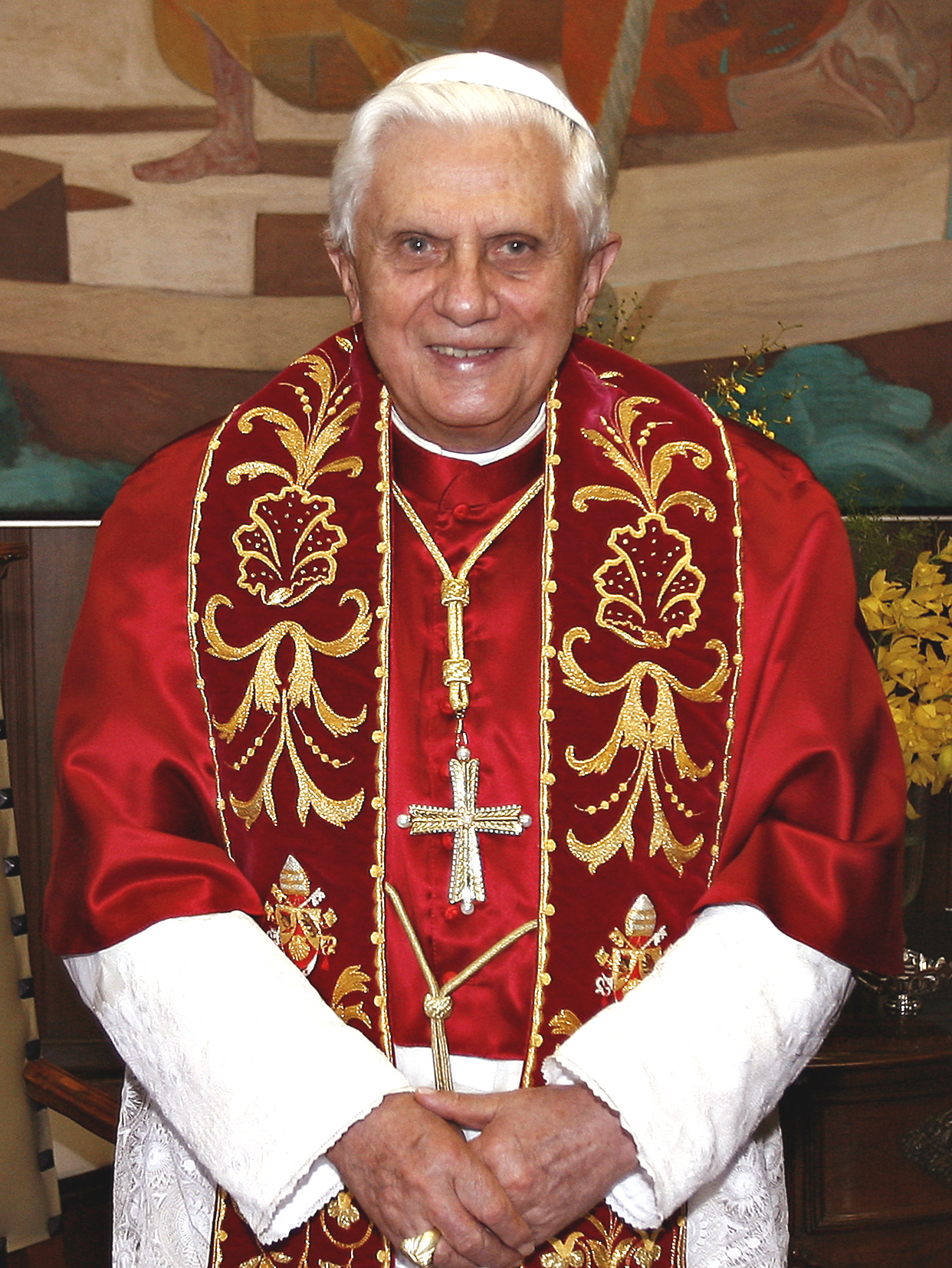
Papa Benedetto XVI

- In un discorso ai vescovi d'Irlanda del 28 ottobre 2006 papa Benedetto XVI si è duramente espresso contro i crimini dei sacerdoti colpevoli, dichiarando che «è importante stabilire la verità di ciò che è accaduto in passato, prendere tutte le misure atte ad evitare che si ripeta in futuro, assicurare che i principi di giustizia vengano pienamente rispettati e, soprattutto, guarire le vittime e tutti coloro che sono colpiti da questi crimini abnormi». Affermando inoltre che «l'ottimo lavoro e il generoso impegno della grande maggioranza dei sacerdoti e dei religiosi in Irlanda non devono essere oscurati dalle trasgressioni di alcuni loro fratelli».[83]
- In visita a George Bush a Washington nel mese di aprile 2008 Benedetto XVI, rispetto allo scandalo pedofilia che ha investito la Chiesa cattolica americana, ha affermato: «Proviamo una profonda vergogna e faremo tutto il possibile perché questi fatti non si ripetano più».[84]
- Nel mese di luglio 2008, nel corso della giornata mondiale della gioventù tenuta a Sydney, dopo le richieste delle associazioni locali delle vittime, Benedetto XVI ha ribadito analoga posizione affermando: «Desidero qui fare una pausa per riconoscere la vergogna che tutti abbiamo sentito a seguito degli abusi sessuali sui minori da parte di alcuni sacerdoti o religiosi di questa nazione. Davvero sono profondamente addolorato per il dolore e la sofferenza subita dalle vittime e assicuro loro che come loro pastore anche io condivido la loro sofferenza». «Questi misfatti che costituiscono un così grave tradimento della fiducia, devono essere condannati in modo inequivocabile. Essi hanno causato grande dolore e hanno danneggiato la testimonianza della Chiesa. Chiedo a tutti voi di assistere i vostri vescovi e di collaborare con loro per combattere questo male. Le vittime devono ricevere compassione e cura, e i responsabili di questi misfatti devono essere portati davanti alla giustizia».[85] Prima di ripartire per il Vaticano, ha voluto incontrare alcune vittime di abusi sessuali da parte di esponenti del clero, ascoltando le loro storie e manifestando loro la propria vicinanza spirituale.[86]
- Nel suo viaggio apostolico a Malta, il pontefice ha incontrato alcune vittime di abusi sessuali da parte di religiosi; nell'occasione, il papa ha affermato di aver «condiviso la loro sofferenza e con commozione ho pregato con le vittime degli abusi commessi da sacerdoti».[87]
- Anche durante la visita di Stato compiuta nel Regno Unito nel settembre 2010, Benedetto XVI ha incontrato un gruppo di persone che avevano subito in gioventù abusi sessuali da parte di sacerdoti; dopo aver pregato con le vittime, ha affermato che: «è deplorevole che, in così marcato contrasto con la lunga tradizione della Chiesa di cura per i ragazzi, questi abbiano sofferto abusi e maltrattamenti ad opera di alcuni preti e religiosi».[88]
- In numerosi discorsi rivolti alla Curia Romana,[89] ai vescovi, ai presbiteri,[90][91] ai giornalisti[92] ed agli educatori,[93] Benedetto XVI ha parlato degli abusi sessuali, rinnovando la propria vicinanza alle vittime e condannando quei sacerdoti «che stravolgono il Sacramento nel suo contrario: sotto il manto del sacro feriscono profondamente la persona umana nella sua infanzia e le recano un danno per tutta la vita».
- Il 16 maggio 2011[94] la Congregazione per la Dottrina della Fede pubblicò una lettera «per aiutare le Conferenze Episcopali nel preparare Linee guida per il trattamento dei casi di abuso sessuale nei confronti di minori da parte di chierici», nella quale si invitano i vescovi ad applicare le norme del Diritto canonico e a collaborare con le autorità civili.[95] In particolare, i vescovi devono: incontrare ed ascoltare le vittime di abusi sessuali, seguendo l'esempio di Benedetto XVI; creare ambienti sicuri per i minori allo scopo di riconoscere ed intervenire in caso di abuso sessuale; prestare attenzione alla formazione dei seminaristi e dei sacerdoti appena ordinati, ricordando le parole di Giovanni Paolo II: «Non c'è posto nel sacerdozio e nella vita religiosa per chi potrebbe far male ai giovani»; cooperare con le autorità civili. Infine, il testo riassume la legislazione in vigore per questi delitti, ricorda che la prescrizione per la denuncia penale è di vent'anni, calcolati a partire dal compimento del diciottesimo anno di età della vittima e fornisce indicazioni sul modo di agire nel trattare i casi di abuso sessuale.[96][97]
- Il 16 giugno 2011 la Conferenza episcopale degli Stati Uniti approvò una nuova edizione della Carta per la protezione dei bambini e dei giovani, adottata nel 2002. Il testo introduce il reato di pornografia infantile e l'equiparazione dell'abuso su incapace a quello su minore.
- Nel seminario di Erfurt, durante la visita di Stato compiuta in Germania dal 22 al 25 agosto 2011, Benedetto XVI volle incontrare cinque vittime di abusi sessuali commessi da sacerdoti. Nell'occasione il pontefice espresse rammarico per ciò che era stato commesso nei confronti loro e delle loro famiglie[98] ed assicurò l'impegno della Chiesa nel promuovere misure efficaci per la tutela di bambini e giovani.[99]
- Dal 6 al 9 febbraio 2012, si è svolta alla Pontificia Università Gregoriana di Roma un simposio[100] dedicato agli abusi sessuali commessi da membri del clero, dal titolo Verso la guarigione e il rinnovamento. All'incontro erano presenti i rappresentanti di 110 conferenze episcopali, i rappresentanti di 30 ordini religiosi[101] e una vittima di abusi sessuali.[102] In apertura dei lavori il cardinale William Joseph Levada ha rivelato che «nel corso dell'ultimo decennio sono arrivati all'attenzione della Congregazione per la dottrina della fede oltre 4 000 casi di abusi sessuali compiuti da ecclesiastici su minori». La Congregazione, anche «sotto la guida costante del cardinale Joseph Ratzinger», ha rilevato «un drammatico aumento» del numero di casi di reato di abusi sessuali su minori da parte di chierici, anche a causa della copertura mediatica che questi scandali hanno avuto in tutto il mondo. I casi di abusi sessuali «hanno rivelato, da un lato, l'inadeguatezza di una risposta esclusivamente canonica (o di diritto canonico) a questa tragedia e, dall'altro, la necessità di una risposta più complessa».[103] Nel simposio si sono stimati «due miliardi di dollari di risarcimenti» pagati finora dalla Chiesa. Charles J. Scicluna ha dichiarato: «Esiste ancora nella Chiesa una certa cultura del silenzio, ma dobbiamo uscirne. Basta con la mortale cultura dell'omertà. La ricerca della verità è un dovere morale e legale. Perché chi inganna, chi non denuncia, è nemico della giustizia e quindi della Chiesa»; secondo il cardinale canadese Marc Ouellet: «Grande è la vergogna ed enorme è lo scandalo. Si è compiuto ciò contro cui Gesù si scagliò: "È meglio che a uno venga messa al collo una pietra da mulino e sia gettato in mare, piuttosto che scandalizzi uno di questi piccoli"». Un sacerdote americano, monsignor Stephen J. Rossetti, ha elencato i sei errori che i vescovi non devono ripetere: non aver ascoltato le vittime e essersi fatti manipolare dagli aggressori che mentivano; il «sottostimare» gli abusi nella propria diocesi; il credere che i pedofili «possano essere curati e non rappresentino più un rischio»; un senso «malinteso» del «perdono» per i colpevoli; la «formazione insufficiente dei sacerdoti», anche sulla sessualità; e l'«ignorare i segnali d'allarme».[104] Al termine dei lavori è stato presentato il Centro per la protezione dei bambini, nato dalla collaborazione tra l'università Gregoriana ed il dipartimento di psichiatria dell'università di Ulma.[105][106]
- Nel mese di dicembre 2019 Bergoglio ha deciso di abolire il “segreto pontificio” sui casi di abusi sessuali commessi da chierici sui minori. Ha anche disposto che il reato di pedopornografia sussista fino a che le vittime riprese hanno 18 anni (e non 14 com'era in precedenza).[107]

## Elenco di casi

### Americhe

#### I casi in Brasile, idiari dei pretie la casa di cura segreta
In Brasile circa 1700 preti (10% del totale) sono stati coinvolti in casi di cattiva condotta sessuale tra cui violenze e abusi sui minori. Come il caso di padre Edson Alves dos Santos, sacerdote brasiliano di 64 anni che ha violentato un bambino di 10 anni o Felix Barbosa Carreiro, un prete sorpreso in un'orgia di sesso e droga con 4 adolescenti adescati su Internet.

##### I diari
Padre Tarcisio Tadeu Spricigo ha compilato un manuale sequestrato dagli inquirenti con le dieci regole per restare impuniti. Tra le pagine del suo manuale si legge:
Due sacerdoti pedofili hanno confessato producendo dei diari in cui descrivevano le proprie attività pedofile.
Padre Alfieri Edoardo Bompani, 45 anni, arrestato per pedofilia e detenzione di materiale pedopornografico costituito dai video che egli stesso registrava durante le violenze sessuali da lui commesse su minori di età compresa tra i 6 e i 10 anni. La polizia ha sequestrato anche racconti erotici in cui il sacerdote riportava esperienze personali e un diario (il quinto, secondo la nota di copertina).

##### La casa di cura
A Barretos, un piccolo centro a nord ovest di San Paolo, venne aperto in segreto dai sacerdoti italiani della Congregazione di Gesù Sacerdote (padri venturini) un centro di cura per preti pedofili nel quale venivano ospitati e di fatto nascosti i colpevoli, come lamentarono i familiari delle vittime. I pazienti, come affermato dagli stessi padri Venturini, venivano segnalati e destinati al centro dai vescovi delle varie diocesi brasiliane. I padri Venturini affermarono di non conoscere le difficoltà e le problematiche dei propri pazienti ospiti nonostante all'interno del centro ci fossero dei preti psicologi come Padre Mario Revolti, 70 anni, trentino, responsabile-psicologo.

#### Canada
Nel 2009 la diocesi di Antigonish è stata coinvolta in alcuni casi di abusi sessuali, commessi da suoi sacerdoti su alcune dozzine di persone negli anni 1950, per i quali il vescovo Lahey (poi colpito da mandato d'arresto per possesso di materiale pedopornografico) ha accettato di pagare 15 milioni di dollari canadesi.

#### Stati Uniti
I casi di pedofilia venuti alla ribalta dagli anni 1990 in poi che hanno visto coinvolti componenti del clero cattolico hanno assunto particolare rilevanza mediatica e politica, tanto da spingere la Chiesa statunitense all'istituzione di un'inchiesta indipendente sui fatti. Papa Benedetto XVI ha definito questi casi «Crimini enormi».
D'altro canto, Frank Keating, governatore dell'Oklahoma e titolare dell'inchiesta, dimettendosi dal suo incarico ha paragonato il comportamento della Chiesa a quello di un'organizzazione mafiosa.
Nel 2002 è occorso il primo scandalo con eco internazionale, scoppiato in seguito alla scoperta di abusi sessuali perpetrati da più sacerdoti nei confronti di minorenni nell'arcidiocesi di Boston. In seguito, nel 2005, numerosi casi sono stati registrati in Irlanda.
Nel giugno 2002 la Conferenza episcopale americana ha nominato una commissione indipendente (National Review Board) per indagare sul fenomeno degli abusi sessuali su minori perpetrati da ecclesiastici cattolici. Il governatore dell'Oklahoma Frank Keating, cattolico praticante ed aderente al Partito repubblicano è stato chiamato alla direzione della commissione. Nel giugno successivo, dopo le critiche ricevute dall'arcivescovo di Los Angeles per aver paragonato alcuni leader della Chiesa americana alla Mafia, ha rassegnato le sue dimissioni, affermando che "il non obbedire ai mandati di comparizione dei Gran Jury, sopprimere i nomi dei preti accusati, negare, confondere, non spiegare, è il modello di un'organizzazione malavitosa, non della mia Chiesa".
Secondo una stima di Andrew Greeley, sacerdote dell'arcidiocesi di Chicago e professore di sociologia alle Università di Chicago e dell'Arizona, da 2 000 a 4 000 preti avrebbero abusato di 100 000 minori, spesso senza che alcun provvedimento venisse preso al riguardo.
Il rapporto commissionato dai vescovi americani al John Jay College of Criminal Justice della City University of New York, il John Jay Report, esamina la situazione dei preti denunciati alla magistratura per reati sessuali. Dal 1950 al 2002 4 392 sacerdoti americani (su oltre 109 000, circa il 4%) sono stati accusati di relazioni sessuali con "minorenni", la maggior parte sono casi di pedofilia, una parte modesta sono casi di pederastia. I casi di vera pedofilia con condanna definitiva risultano avere una media nel periodo 1950 - 2002 di una condanna all'anno.
La maggior parte delle vittime che hanno denunciato, il 50,9%, ha un'età compresa tra gli 11 e i 14 anni, 27,3% hanno tra i 15 anni e i 17, il 16% sono bambini e bambine tra gli 8 e i 10 anni e circa il 6% hanno un'età sotto i 7 anni. Si noti che secondo la legislazione italiana atti di pedofilia sono compiuti sui minori di 14 anni.
Complessivamente circa il 73% delle vittime che hanno denunciato ha 14 anni o è un bambino. Dal 2000 in poi si registrerebbe, inoltre, un declino delle accuse. Secondo il rapporto dei vescovi delle diocesi americane del 2012, i casi di pedofilia all'interno delle diocesi sono in aumento, nel 2011 sono state 594 le "credibili accuse di abusi" rivolte ad appartenenti al clero, dato che è in aumento rispetto al 2010 dove i casi erano 505.
Dei 4.392 preti di cui ci sono serie accuse, i denunciati alla magistratura sono 1.021, i condannati sono 252 ma quelli che hanno scontato pene in prigione sono 100 preti.
A parte i condannati vi sono i costi economici molto ampi; per esempio nel 2007 complessivamente le diocesi USA hanno speso circa 900 milioni di dollari parte in conciliazioni e parte in patteggiamenti.
Complessivamente l'81% delle vittime sono maschi e il 19% femmine. Le vittime maschili tendono ad essere più vecchie delle vittime femminili. Oltre il 40% delle vittime sono maschi con un'età compresa tra gli 11 e i 14 anni.
La diocesi di Fairbanks, in Alaska, nel febbraio 2008 ha dichiarato bancarotta, in seguito al risarcimento di 150 vittime del clero tra gli anni cinquanta e gli ottanta. In base alla normativa statunitense utilizzata (il "Chapter 11") la diocesi viene messa in una specie di commissariamento, che provvede (se possibile) a pagare i debitori, ma a questi sono impedite nuove azioni legali nei confronti della società. Tale procedimento è stato utilizzato anche dall'arcidiocesi di Milwaukee, anch'essa costretta alla bancarotta a causa dei risarcimenti alle vittime.
Nel giugno 2012, William Lynn, segretario per il clero dell'arcidiocesi di Filadelfia tra il 1992 e il 2004, è stato condannato per non aver avvertito i parrocchiani e la polizia dei sacerdoti molestatori che conosceva. Si trattava della prima volta che un funzionario diocesano viene condannato personalmente per tale reato. Nel dicembre 2013 la Corte di appello della Pennsylvania ha però annullato la condanna e disposto la scarcerazione di Lynn per la mancanza di «sufficienti prove per dimostrare che aveva agito con l'intento di facilitare la violenza». Inoltre il 7 agosto 2013 è stata archiviata dal tribunale Usa l'ultima accusa nei confronti del Vaticano. A chi sosteneva che ci fosse stata copertura o complicità è stato dimostrato l'esatto contrario. L'archiviazione arriva dopo che oltre ai processi di Ronan e dell'Oregon, e tutti gli altri che accusavano i vertici della Chiesa, hanno avuto la medesima sorte. Ricordiamo due particolarmente significativi: il caso O'Bryan in Kentucky (iniziato nel 2004 e chiuso nel 2010) e il caso «John Doe 16» («Murphy») in Wisconsin (iniziato nel 2010 e chiuso nel 2012). In tutti questi casi le principali accuse che si basavano sul presupposto di un coinvolgimento del Vaticano nelle vicende delle Chiese locali, specialmente in relazione alla condotta dei singoli preti, sono cadute di fronte alla realtà dei fatti.

##### I casi delle diocesi statunitensi
Nell'arcidiocesi di Boston è esploso uno dei casi più vasti di pedofilia che ha colpito appartenenti alla Chiesa cattolica. Più di duecento sacerdoti (su circa 1 500 operanti nella diocesi) sono stati accusati di abusi sessuali, ma poiché il sistema giudiziario americano consente alle vittime di rivalersi economicamente sulle diocesi, gran parte delle stesse ha preferito farsi risarcire dalle diocesi anziché far condannare penalmente i responsabili, per cui si è registrato un forte indebitamento dell'arcidiocesi che ha dovuto vendere numerose proprietà immobiliari per liquidare i rimborsi. Sugli abusi di Boston è stato fatto anche un film nel 2015: Il caso Spotlight.

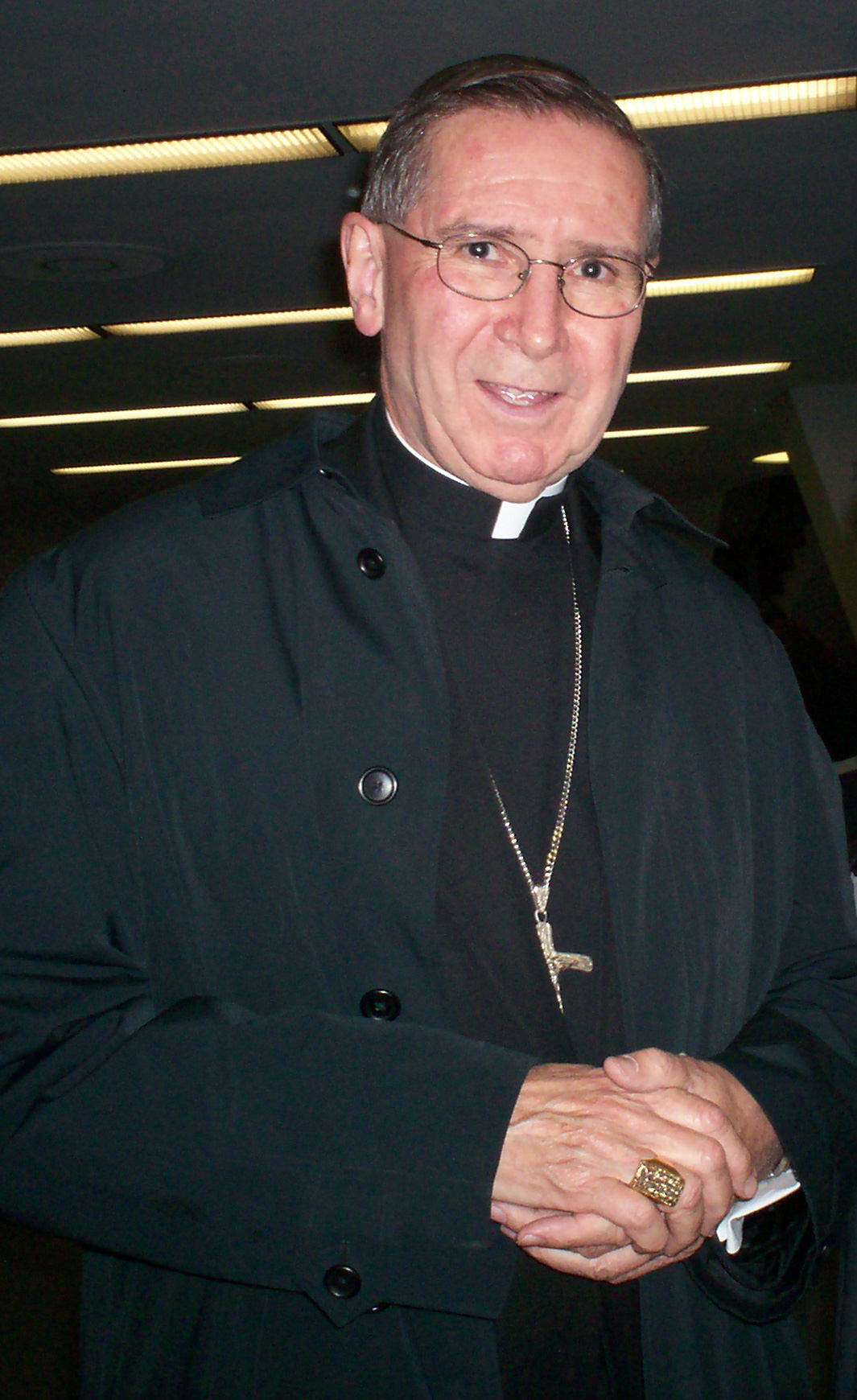
L'arcivescovo di Los Angeles cardinale Roger Michael Mahony. Accusato di aver coperto preti pedofili (caso del sacerdote Oliver O'Grady reo confesso di pedofilia), nel luglio del 2007 ha chiesto pubblicamente scusa per gli abusi commessi dai preti della sua diocesi su 508 vittime dopo che queste erano riuscite ad ottenere un risarcimento di 600 milioni di dollari. Gli abusi nell'arcidiocesi di Los Angeles sarebbero cominciati negli anni quaranta.

Il fenomeno ha coinvolto anche l'arcidiocesi di Los Angeles, con 508 vittime e 113 preti coinvolti. Nel 2007 si è giunti ad un accordo extragiudiziario che prevedeva il pagamento della cifra record di 660 milioni di dollari (pari a circa 485 milioni di euro) destinata a rimborsare i danni subiti dalle vittime. In un precedente patteggiamento l'arcidiocesi di Los Angeles aveva accettato di versare altri 114 milioni di dollari di risarcimento. Pertanto, complessivamente, l'arcidiocesi di Los Angeles ha patteggiato risarcimenti per 774 milioni di dollari.
Nel 2006 un documentario, Deliver Us from Evil, accusò i vertici dell'arcidiocesi di Los Angeles di essere a conoscenza degli abusi commessi sui minori -in alcuni casi addirittura infanti- da oltre 20 anni e di non aver preso contromisure per arginare il fenomeno.
Nel dicembre 2007 l'arcidiocesi di Los Angeles è stata condannata al pagamento di 500 000 dollari perché sette dei suoi sacerdoti avevano violentato Rita Milla da quando questa aveva 16 anni. La donna ha anche una figlia da uno di questi prelati, mentre un altro aveva tentato di farla abortire in cambio di denaro.
Nell'agosto 2008 l'arcidiocesi di Chicago ha patteggiato di versare altri 12,6 milioni di dollari in risarcimento delle vittime degli abusi sessuali commessi da parte di 10 propri sacerdoti a 15 vittime. L'arcidiocesi di Chicago ha già versato 65 milioni di dollari di risarcimento per 250 casi di pedofilia commessi da sacerdoti della propria diocesi. Sono ancora in corso i giudizi altri 20 giudizi simili.
Anche la diocesi di Trenton è stata coinvolta nello scandalo degli abusi sessuali su cinque chierichetti e la propria nipote da parte del sacerdote Ronald Becker, che operò nelle parrocchie della diocesi dal 1979 al 1989 e fu rimosso dai suoi incarichi nel 2002. Nel 2009 e nel 2011 la diocesi ha accettato di pagare 1,3 milioni di dollari alle vittime degli abusi di Becker per porre fine a due diversi processi.
Nel 2018 l'arcidiocesi di Saint Paul e Minneapolis ha raggiunto un accordo con 450 vittime di abusi sessuali da parte di membri del clero, per un ammontare di 210 000 000 $; l'accordo è arrivato dopo circa tredici anni di cause, a seguito di una procedura di fallimento richiesta dall'Arcidiocesi nel 2015. I membri del clero dell'Arcidiocesi che nel corso degli anni hanno abusato dei fedeli senza che l'Arcidiocesi intervenisse efficacemente sono stati 91.
Nel 2023 l'arcidiocesi di San Francisco ha presentato istanza di fallimento per le oltre 500 cause per pedofilia e abusi su minori da parte del clero. Una legge californiana aveva prolungato la prescrizione per le azioni civili nei casi di abusi sessuali su minori. A causa del California Assembly Bill 218 approvato nel 2019, chi si è rivolto alla giustizia per questo reato contro l'arcidiocesi è aumentato in modo esponenziale. La fonte riporta che secondo il New York Times, San Francisco è la terza diocesi della California a dichiarare bancarotta nel 2023, dopo Oakland e Santa Rosa. Entro l'anno 2023 è previsto il fallimento anche della diocesi di San Diego, che è una delle più grandi della California. Nel giornale americano è citata la dichiarazione di Marie T. Reilly secondo cui sono attualmente coinvolte in questa operazione circa una dozzina di diocesi..
Negli Stati Uniti d'America esiste un archivio in cui sono riportati più di 4 000 casi giudiziari.

##### I missionari in Alaska
In Alaska, nel novembre del 2007, è stato annunciato un accordo extragiudiziale tra la Compagnia di Gesù e 110 presunte vittime di abusi sessuali avvenuti tra il 1959 e il 1986 in 15 villaggi Yupik, relativo ad un risarcimento di 50 milioni di dollari (il risarcimento più grande tra quelli pattuiti dagli ordini religiosi). L'avvocato delle vittime, Ken Roosa, aveva affermato che queste avevano trovato il coraggio di denunciare le violenze solo dopo essere venuti a conoscenza del caso di Boston e che i Gesuiti sarebbero stati al corrente della situazione, avendo volontariamente deciso di mandare nella zona remota i religiosi che si erano già rivelati "problematici" altrove, accuse però respinte dal rappresentante dell'Ordine.
Sempre per l'avvocato delle vittime «In alcuni villaggi eschimesi è difficile trovare un adulto che non sia stato sessualmente abusato». I termini dell'accordo non prevedono un riconoscimento di colpevolezza da parte dei Gesuiti, ma solo il risarcimento di 50 milioni di dollari ai querelanti.
Un ex-monaco benedettino e prete, Patrick Wall, che ha fatto da consulente agli avvocati nei processi ha dichiarato che le gerarchie gesuite erano a conoscenza delle tendenze dei sacerdoti accusati in quanto «avevano già commesso molestie altrove, ma sono stati lasciati liberi di agire senza alcun controllo.»
(Chris Cooke, avvocato di Anchorage, da Tony Hopfinger)

### Europa

#### Irlanda

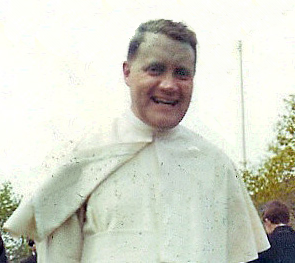
Brendan Smyth (1927-1997), sacerdote cattolico irlandese

Nel 1994 in Irlanda esplose lo scandalo-Brendan Smyth, un sacerdote cattolico nordirlandese accusato di abusi su minori in oltre 40 anni di attività pastorale a Belfast, Dublino e anche negli Stati Uniti. Arrestato e processato da una corte britannica a Belfast, morì in carcere nel 1997. Inizialmente condannato per 17 casi accertati di abusi su minore, durante la sua detenzione furono accertate a Dublino le sue responsabilità in ulteriori 74 casi analoghi.
Il documentario della BBC Sex crimes and the Vatican racconta i casi di 100 bambini e bambine abusati da 26 sacerdoti irlandesi, che secondo il giornalista della Bbc sarebbero stati coperti insabbiati dal Vaticano e dall'allora cardinale Ratzinger, a capo della Congregazione della Dottrina della Fede.
Nel 2006 una commissione indipendente di inchiesta, guidata dal magistrato Yvonne Murphy, chiese dettagli al Vaticano circa i rapporti sugli abusi inviati dal 1975 al 2004 alla Santa Sede dall'arcidiocesi di Dublino. La Santa Sede ignorò la richiesta, comunicando al ministero degli Esteri irlandese che essa "non era passata attraverso gli appropriati canali diplomatici", nonostante il carattere indipendente della commissione rispetto al governo irlandese implicasse l'inopportunità di tali canali. Una seconda richiesta di informazioni e documenti venne avanzata nel febbraio 2007 al Nunzio apostolico a Dublino, senza esito, così come senza risposta fu la richiesta di commento al rapporto finale della commissione, che denuncia l'ostruzionismo dei vertici cattolici.
A seguito della pubblicazione del rapporto, il responsabile dell'arcidiocesi di Dublino, Diarmuid Martin, ha espresso «dolore e vergogna» per la vicenda degli abusi e per come furono coperti dai vertici della Chiesa cattolica di Dublino, offrendo le sue «scuse» alle vittime (che però non vollero mai accettarle).
Secondo il Rapporto Murphy, il ricorso al segreto pontificio nell'arcidiocesi di Dublino, similmente a quanto già registrato nell'arcidiocesi di Boston, ha avuto l'effetto di «proteggere l'istituzione [ecclesiastica] ai danni dei minori», ed «è in assoluto contrasto con la legge civile che richiede l'amministrazione pubblica della giustizia», costituendo inoltre l'obbligo di segretezza/riservatezza imposto dai vescovi ai partecipanti al processo canonico una potenziale «inibizione a denunciare alle autorità civili o ad altri l'abuso sessuale su minori».
Il 20 marzo 2010 Benedetto XVI ha pubblicato una lettera pastorale rivolta ai fedeli cattolici d'Irlanda. In essa il Papa ha spiegato di «condividere lo sgomento e il senso di tradimento [...] sperimentato al venire a conoscenza di questi atti peccaminosi e criminali e del modo in cui le autorità della Chiesa in Irlanda li hanno affrontati», chiedendo ad essa «in primo luogo di riconoscere davanti al Signore e davanti agli altri, i gravi peccati commessi contro ragazzi indifesi» e accusando la «preoccupazione fuori luogo per il buon nome della Chiesa e per evitare gli scandali, che hanno portato come risultato alla mancata applicazione delle pene canoniche in vigore e alla mancata tutela della dignità di ogni persona». Rivolgendosi poi ai sacerdoti e ai religiosi colpevoli di tali abusi, ha scritto: «Avete tradito la fiducia riposta in voi da giovani innocenti e dai loro genitori. Dovete rispondere di ciò davanti a Dio onnipotente, come pure davanti a tribunali debitamente costituiti. Avete perso la stima della gente dell'Irlanda e rovesciato vergogna e disonore sui vostri confratelli. Quelli di voi che siete sacerdoti avete violato la santità del sacramento dell'Ordine Sacro, in cui Cristo si rende presente in noi e nelle nostre azioni. Insieme al danno immenso causato alle vittime, un grande danno è stato perpetrato alla Chiesa e alla pubblica percezione del sacerdozio e della vita religiosa».
Il 20 febbraio 2011, l'arcivescovo di Dublino, monsignor Diarmuid Martin ed il cardinale Sean Patrick O'Malley, visitatore apostolico nominato dal Papa, hanno pubblicamente chiesto il perdono da parte di tutte le vittime di abusi, durante una Liturgia di Pentimento celebrata nella Procattedrale di Santa Maria a Dublino. Durante la celebrazione, i presuli hanno lavato i piedi ad un gruppo di persone vittime di abusi sessuali. Nell'omelia, mons. Martin ha ringraziato coloro che hanno avuto il coraggio di parlare.
Il 20 marzo 2012 fu pubblicato il Summary of the Findings of the Apostolic Visitation in Ireland, resoconto della visita apostolica alle diocesi, agli istituti religiosi ed ai seminari irlandesi, nonché degli incontri con le vittime degli abusi, voluti da Benedetto XVI per valutare l'efficacia delle misure adottate contro gli abusi sessuali sui minori. Nel documento si esprime vicinanza alle vittime, raccomandando a diocesi ed istituti di continuare a fornire loro accoglienza e assistenza, e si evidenzia la "gravità delle mancanze che hanno dato luogo", in passato, ad una "non sufficiente comprensione e reazione", anche da parte di vescovi e superiori religiosi, "al terribile fenomeno dell'abuso sui minori". Si ricordano i passi avanti compiuti e si osserva poi l'efficacia delle linee guida del 2008 sulla protezione dei minori e sulla collaborazione con le autorità civili. Nel documento - definito ampio ed esauriente dal direttore della Sala Stampa Vaticana, padre Federico Lombardi - La Santa Sede ripete "il proprio sentimento di vergogna e tradimento di atti peccaminosi e criminali alla radice di questa crisi". Dopo aver inviato in Irlanda una visita apostolica, si afferma che "ora va considerata conclusa". Alcuni vescovi si dimisero per motivi legati alla gestione dei casi di pedofilia, tra di essi monsignor John Magee. Nel nuovo mea culpa pubblico della Chiesa ci si riferisce a "Vescovi e superiori religiosi inadeguati ad arginare il dilagare dei gravissimi episodi di pedofilia tra il clero"; "Omessi controlli"; "Impunità per i colpevoli"; "Indifferenza verso le vittime"; "Vergogna per le sofferenze inflitte alle piccole vittime".

#### Paesi Bassi
Nel 2010, il cardinale Adrianus Simonis, Presidente della Conferenza Episcopale dei Paesi Bassi dal 1983, aveva affermato che la Chiesa cattolica olandese non aveva saputo niente dei casi di abuso su minori.
Nel febbraio 2011, Simonis è stato accusato di aver coperto un prete pedofilo mentre era arcivescovo. Il prete, il cui nome non è stato reso noto dai media, abusò di Erwin Meester mentre era in servizio in una parrocchia di Zoetermeer. Simonis, pur sapendo dell'accusa, ritenne che il prete fosse cambiato, e lo spostò in una parrocchia ad Amersfoort, senza però avvisare nessuno della nuova parrocchia dei precedenti del prete. Il prete perpetrò altri abusi nella nuova parrocchia (secondo la polizia sei delle sue vittime hanno poi denunciato abusi avvenuti tra il 1987 e il 2008); secondo Simonis, il nuovo abuso avvenuto ad Amersfoort sarebbe «spiacevole».
Quando l'episodio è venuto alla luce, Simonis ha affermato di essere a conoscenza dei precedenti del prete, ma che aveva giudicato sufficienti la terapia e «le prescrizioni psicologiche severe e per iscritto» che aveva ricevuto. Ha anche affermato che non aveva avuto nessun'informazione dalla nuova parrocchia riguardo ai nuovi abusi.

#### Belgio
In Belgio una commissione di indagine ha redatto un rapporto di duecento pagine su almeno 475 casi di abusi sessuali compiuti su bambini da membri del clero e su 19 tentativi di suicidio da parte delle vittime degli abusi, 13 dei quali tragicamente riusciti.
Una certa eco sugli organi di stampa europei l'hanno avuta le dichiarazioni di Roger Joseph Vangheluwe, vescovo di Bruges, che nel mese di aprile 2010 ha pubblicamente confessato di aver compiuto ripetuti abusi sessuali ai danni di un giovane dell'ambiente a lui vicino, sia prima che dopo l'investitura a vescovo. Alla sua ammissione hanno fatto séguito le dimissioni, rassegnate il 23 aprile 2010 e accettate da papa Benedetto XVI.

#### Francia

##### Il cardinale Castrillón Hoyos e il caso Pican
René Bissey, un sacerdote pedofilo che tra il 1989 e il 1996 aveva compiuto ripetuti abusi sessuali su minori, fu condannato ad ottobre del 2000, dal tribunale francese di Bayeux, a 18 anni di carcere, e contestualmente il suo vescovo, monsignor Pierre Pican, fu condannato a tre mesi di carcere con la condizionale, per aver rifiutato di denunciare alla magistratura il sacerdote della sua diocesi, nonostante fosse a conoscenza da molti anni della sua condotta immorale e non fosse mai intervenuto per fermarla. Pican si giustificò affermando che, oltre al “segreto confessionale”, il vescovo ha anche un “segreto professionale” che gli impedisce di denunciare anche ciò che apprende al di fuori del sigillo della confessione: questo non violerebbe il segreto confessionale, ma guasterebbe la fiducia dei sacerdoti della diocesi nei suoi confronti.
In seguito a questa sentenza, il cardinale Castrillón Hoyos, allora prefetto della Congregazione per il clero, scrisse una lettera di solidarietà a monsignor Pican, elogiandolo per aver evitato la denuncia nei confronti del sacerdote condannato per abusi sessuali e indicandolo come esempio da seguire:
()
Quando nel 2010 questa lettera fu resa nota, il direttore della Sala Stampa Vaticana e portavoce della Santa Sede, padre Federico Lombardi, disapprovò decisamente il comportamento del cardinale Castrillón Hoyos, affermando che la sua lettera «non rappresenta la linea presa dalla Santa Sede», ma che, anzi, «dimostra» quanto fosse necessaria l'unificazione di tutti i casi di abusi sessuali sotto la competenza «unitaria e rigorosa» della Congregazione.

##### Il cardinale Jean-Pierre Ricard
Il cardinale francese Jean-Pierre Ricard, membro del dicastero per la dottrina della fede, responsabile, tra l'altro, dei processi canonici per pedofilia, il 7 novembre 2022 ha ammesso di aver abusato di una ragazzina di 14 anni nel 1987, quando svolgeva le mansioni di parroco.

#### Italia
Il più grande processo in Italia viene celebrato a Roma presso il tribunale penale nei confronti di un prete, don Ruggero Conti, parroco della parrocchia di Selva Candida a Roma, che dal 2001 si era reso responsabile di abusi sessuali nei confronti di sette minori. Il prete nel 2008 viene arrestato e tradotto a giudizio. Le vittime ottengono una condanna a 15 anni e sei mesi di reclusione e a una provvisionale.
Il caso è stato anche trattato e descritto in un libro uscito nel novembre del 2012 dal titolo La preda - Le confessioni di una vittima, scritto da Angela Camuso.
L'avvocato Nino Marazzita, che ha seguito il caso per conto dell'Associazione La Caramella Buona, costituitasi parte civile, ha dichiarato che il processo «segna una svolta storica nel contrasto della pedofilia nella chiesa».

##### Il caso Bertagna
Don Pierangelo Bertagna, è l'ex-abate dell'abbazia di Farneta, nel comune di Cortona, in provincia di Arezzo.
L'11 luglio 2005 il sacerdote, 44 anni, viene arrestato a seguito della denuncia di un tredicenne. Nei giorni successivi don Bertagna confessa di avere abusato di 38 bambini in tutta Italia. Diventato sacerdote a 39 anni, confessa abusi dal 1988, quando non era ancora entrato in seminario, compiuti ai danni di bambini e ragazzini dagli 8 ai 15 anni.
Ordinato sacerdote nel 2000 dal vescovo di Arezzo Gualtiero Bassetti, per tre anni presta la sua opera nell'abbazia di Farneta, a cui viene messo a capo nel 2003. Don Bertagna si ispira alle ritualità dell'associazione cattolica dei Ricostruttori nella preghiera, che conducono una vita ascetica con influenze new age e attirano a loro i nostalgici del Sessantotto.
Nella confessione don Bertagna ammette che le violenze sono incominciate dapprima nella sua zona di origine, la Lombardia e il Bresciano, poi tra i Ricostruttori nella preghiera, di cui faceva parte, poi nel seminario e infine nell'abbazia di Farneta. Nel corso degli interrogatori don Bertagna confessa che i Ricostruttori nella preghiera e in particolare padre Vittorio Cappelletto, ottuagenario e carismatico gesuita a capo dell'associazione, ne erano a conoscenza. Padre Cappelletto ha sempre smentito di essere a conoscenza delle tendenze pedofile di don Bertagna.
A seguito dell'arresto il vescovo di Arezzo sospende "a divinis" don Bertagna e trasferito nell'eremo di Valdichiana aretina, dove attende il processo. È stato condannato a otto anni di carcere nel giugno 2007 per 16 dei 38 abusi confessati.

##### Il caso Puleo - Marchese
Ha destato particolare clamore il caso di Marco Marchese (minorenne all'epoca dei fatti), un ex-seminarista che ha denunciato abusi nei suoi confronti da parte di don Bruno Puleo; il parroco ha poi patteggiato l'accusa dichiarandosi colpevole. Marchese ha chiesto un risarcimento di 65.000 euro alla Curia di Agrigento, ma il vescovo, Carmelo Ferraro, ha risposto con una richiesta di 200.000 euro per danni di immagini alla Chiesa. Il fatto, rivelato nel 2004 dall'agenzia di informazione politico-religiosa Adista, fu reso noto al grande pubblico attraverso la trasmissione televisiva Mi manda Raitre.
Questo caso ha assunto particolare rilevanza anche perché:
- la vittima è stata invitata a rimanere in silenzio e non rivelare l'accaduto;[senza fonte]
- alla vittima è stato chiesto di perdonare chi ha perpetrato gli abusi;[senza fonte]
- il sacerdote colpevole degli abusi, ha subito come punizione da parte delle istituzioni ecclesiastiche il solo trasferimento in altra località, nella quale, in seguito, è stato accusato di ulteriori abusi sessuali nei confronti di minorenni.[senza fonte]

Marco Marchese ha fondato un'associazione contro la pedofilia.

##### Il caso Govoni
Il 20 maggio 2000 il sacerdote modenese Giorgio Govoni è stato stroncato da un infarto mentre si trovava nello studio del suo avvocato. Era sotto processo e attendeva il verdetto della sentenza di primo grado che sarebbe stato emesso qualche giorno dopo. Il 5 giugno 2000 il tribunale di Modena in primo grado dichiara colpevole il prete della Bassa assieme ad una decina di indagati. La Corte d'Appello di Bologna dichiara che il prete morto non può essere giudicato in appello (art. 69). Il processo per accuse di pedofilia vedeva 15 imputati tra cui il Govoni, tutti condannati in primo grado. L'11 luglio 2001 la Corte d'appello di Bologna assolse con formula piena 8 dei 15 imputati e ridusse per i restanti la pena inflitta in primo grado dichiarando che nella Bassa Modenese non era mai esistito un gruppo di «satanisti pedofili». Per la Corte d'Appello, erano avvenuti solamente alcuni abusi entro le mura domestiche, argomento che faceva cadere l'accusa mossa al sacerdote e ad altri coimputati di violenze e riti satanici nei cimiteri. Varie interrogazioni al Ministro della Giustizia sottolinearono «l'errore professionale» di una ginecologa che relazionò di «centinaia e centinaia di violenze sessuali», cui seguì il decesso di Giorgio Govoni e di altri accusati e l'allontanamento di 17 bambini dalle proprie famiglie. Nell'autunno del 2017 sul sito internet del quotidiano La Repubblica è stata pubblicata un'inchiesta giornalistica in sette puntate che mette in luce le contraddizioni e le conseguenze del caso.

##### Il caso Cantini
L'ex-priore della parrocchia Regina della pace di Firenze, don Lelio Cantini, 85 anni, fu accusato nel 2004 da una ventina di fedeli e, successivamente, da alcuni sacerdoti di violenze sessuali, psicologiche e plagio con una missiva inviata alla Curia di Firenze.
La lettera fu inviata al vescovo ausiliare di Firenze mons. Claudio Maniago, già discepolo di don Cantini. Secondo gli autori della missiva don Cantini si sarebbe anche fatto consegnare denaro e beni dai suoi parrocchiani, risorse con le quali sarebbero stati ristrutturati la parrocchia di Regina della Pace e la canonica di Mucciano utilizzata per villeggiature e campi estivi.
Nell'ambito delle vicende di abusi sessuali rivelati dagli autori della denuncia, questi sostennero che all'interno delle «farneticanti visioni del futuro» don Cantini aveva costruito un «oscuro progetto» di costruzione di una «vera Chiesa contrapposta a quella di fuori corrotta e incapace», rappresentava «il primo», il «predestinato» del gruppo di giovani «eletti» da avviare al sacerdozio perché andassero poi a costituire il futuro clero della nuova Chiesa.
Una successiva missiva del 29 gennaio 2006 fu consegnata al card. Antonelli, in cui gli autori chiesero «un segno inequivocabile e definitivo». Successivamente si rivolsero alla Santa Sede in due lettere del 20 marzo e 7 aprile 2007, con cui lamentarono «la mancanza di una chiara e decisa presa di posizione da parte del vescovo». Una successiva missiva alla Santa Sede fu inviata il 13 ottobre 2006 da alcuni preti, venuti a conoscenza della vicenda. Alle lettere rispose il cardinale Camillo Ruini, ricordando alle vittime che don Cantini dal 31 marzo 2007 lasciò la Diocesi e augurandosi che ciò "infonda serenità nei fedeli coinvolti a vario titolo nei fatti".
Il 2 aprile 2007 l'arcivescovo di Firenze Ennio Antonelli e il suo ausiliare Maniago furono ricevuti in Vaticano da Benedetto XVI proprio per affrontare la vicenda. Fu avviato un procedimento canonico.
A seguito dello scoppio dello scandalo, nell'aprile 2007, il card. Antonelli dichiarò che don Cantini è colpevole dei delittuosi abusi sessuali attribuitigli dal 1973 al 1987, nonché di falso misticismo di controllo e dominio delle coscienze. Gli fu proibito per cinque anni di confessare, celebrare la messa in pubblico, assumere incarichi ecclesiastici. Gli fu ordinato di fare un'offerta caritativa e recitare ogni giorno il Salmo 51 o le litanie della Madonna.
Della vicenda si interessa la trasmissione televisiva Annozero del 31 maggio 2007 in cui due vittime raccontano alcuni dettagli degli abusi subiti da bambini.
Nel marzo 2008 si ha notizia dell'apertura di un'inchiesta penale nei confronti di don Cantini. Gli inquirenti si sono soffermati sia sulle accuse di abusi sessuali, sia sugli aspetti patrimoniali. È stato ridotto allo stato laicale da Benedetto XVI.

##### Il caso Inzoli
L'ex sacerdote Mauro Inzoli, ex-dirigente del movimento cattolico di Comunione e Liberazione ed ex-presidente del Banco Alimentare, è stato processato secondo rito abbreviato e condannato a quattro anni e nove mesi di carcere per sentenza emessa dal giudice Letizia Platé in data 29 giugno 2016, con l'accusa di abusi su minorenni con aggravante di abuso di autorità.
Gli episodi di violenza sessuale contestatigli dal procuratore capo di Cremona Roberto Martino sono in tutto otto, commessi nell'arco di tempo che va dal 2004 al 2008, mentre altri dodici casi sono caduti in prescrizione e non più perseguibili.
Le vittime, di età compresa tra i 12 e 16 anni, sono state spesso abusate in più istanze e in diverse locazioni tra le quali l'oratorio, lo studio del prete e nelle località di vacanza dove i gruppi di preghiera si riunivano. L'aggravante dell'abuso di autorità è motivata dai ruoli che il sacerdote ricopriva nell'esplicazione delle sue funzioni religiose e non, quali rettore del liceo linguistico Shakespeare e parroco della chiesa della Santissima Trinità. Dalle testimonianze delle presunte vittime è infatti emerso come la figura di don Mauro Inzoli esercitasse su di esse una forte sottomissione psicologica, considerato dai genitori delle stesse vittime come "idolo meritevole di venerazione".
La prima azione di denuncia fu portata avanti tra il 1999 e il 2001 da parte dei genitori di uno dei ragazzi che si rivolsero all'allora vescovo di Crema, Angelo Paravisi, successivamente deceduto nel 2004, che dichiarò allora, a quanto riportato dal fratello della giovane vittima, che avrebbe preso in carico la faccenda ma che essendo una vicenda piuttosto delicata sarebbero occorse prove certe.
Negli anni successivi non vi fu però di fatto alcuna azione intrapresa nei confronti di Don Mauro, il quale continuo nell'esercizio del suo ministero. Nel 2009 due delle vittime si rivolsero inizialmente ad un religioso di loro fiducia a Milano e successivamente, insieme ad alcuni genitori, al vescovo di Crema, monsignor Oscar Cantoni. Qualche anno più tardi fu inoltre presentato un esposto da parte dell'on. Franco Bordo, parlamentare del gruppo di Sinistra Ecologia Libertà che successivamente lamentò in una sua nota della "ritrosia dello Stato Vaticano che, se è pur vero che attraverso monsignor Cantoni ha interdetto Inzoli dalla nostra diocesi per abusi sessuali su minori, non ha trasmesso alla procura italiana gli incartamenti di quelle indagini".
Tra il 2009 e il 2010 prese quindi avvio il procedimento ecclesiastico con l'obiettivo di accertare le condotte di abuso del sacerdote Inzoli, procedimento che culminò con la pronuncia della Congregazione per la dottrina della Fede, in data 6 giugno 2014, che invitava Inzoli ad una vita di preghiera e riservatezza prescrivendo al contempo una serie di condotte "la cui inosservanza" ricorda il giudice per l'udienza preliminare nella motivazione "avrebbe comportato le dimissioni dallo stato clericale".
A seguito della pubblicazione dell'esito del pronunciamento ecclesiastico da parte del vescovo Cantoni, il 26 giugno 2014, il sindaco di Crema presentò un esposto alla Procura della Repubblica. Nello stesso periodo giungevano quindi in procura gli esposti dell'on. Franco Bordo e Giovanni Panunzio, quest'ultimo fondatore del comitato di volontariato dell'osservatorio Antiplagio, e di Francesco Zanardi, legale rappresentante dell'associazione Rete L'Abuso onlus.

##### I preti stranieri trasferiti in Italia
In alcuni casi dei sacerdoti condannati o ricercati all'estero per reati di pedofilia sono stati trasferiti in Italia.
- Don Italo Casiraghi[196], parroco di Gordola, Canton Ticino (Svizzera), dopo la condanna a 6 mesi con la condizionale è stato trasferito a Sesto Calende (VA).[197] Attualmente vive a Pietra Ligure (SV), nella parrocchia di San Nicolò, senza però prestare alcun servizio sacerdotale nella parrocchia.[198]
- Padre Yousef Dominic, inglese di origini pakistane, rifugiatosi ad Albisola, fuggito mentre era in libertà su cauzione. Nei suoi confronti è stato emesso un mandato di cattura. Si è poi rifugiato nell'abbazia benedettina di Finalpia. Viene trovato morto sulla spiaggia di Albisola il 6 dicembre 2009. La salma è stata rimpatriata a Lahore, dove si è celebrato il funerale.[199][200]
- Don Vijara Bhaskar Godugunuru (detto Don Vijey), indiano, dichiaratosi colpevole nel 2007 in Minnesota (USA) per abusi commessi su una ragazzina. Trasferito come vice-parroco, a Sarteano (SI), diocesi di Montepulciano-Chiusi-Pienza nell'aprile del 2010, a seguito della scoperta del suo trasferimento, ha chiesto di essere inviato in India, nella diocesi di Cuddapah.[201][202]
- Joseph Henn, estradato in Arizona, svanisce nel nulla a Roma. Joseph Henn, agli arresti domiciliari nel 2005 presso la casa generalizia dei Padri salvatoriani in via della Conciliazione, nei pressi del Vaticano, dove risiedeva da anni, era ricercato in Arizona per molestie su tre giovani di età tra i 14 e i 15 anni. In Arizona rischia 259 anni di carcere. Estradato dopo una lunga vertenza giudiziaria dalla Cassazione, al momento dell'arresto svanisce nel nulla. La storia è raccontata nel documentario Sex crimes and the Vatican.[203][204]
- Nugent Francis Edward, salesiano dello Stato del New Jersey. Accusato per abusi subiti da una donna e dei suoi fratelli ad Ellenville quando erano ragazzini, è stato sospeso dal servizio. L'ordine dei Salesiani ha patteggiato il risarcimento di 250.000 dollari nel 1998 per suo conto. Accusato altresì di aver abusato di quattro studenti di un seminario minore. Rifugiatosi a Torino, vi è deceduto il 20 gennaio 2011.[205][206][207][208][209]
- Il caso di James Tully e il trasferimento a Vicenza. James Tully ha operato per diverso tempo nella cittadina di Ashfield (Massachusetts), fin quando è arrivata la condanna per pedofilia. Il prete è stato infatti accusato da William Nash e da altri ex-seminaristi di violenze sessuali su minori. Le indagini hanno portato alla sentenza definitiva che vedeva il parroco colpevole. Padre Tully fu improvvisamente trasferito dagli USA all'Italia e si ritrasferì nuovamente negli USA poche settimane prima che Nash giungesse a Vicenza per tenere una conferenza stampa.[210] Tully è tuttora a piede libero.

#### Città del Vaticano
L'11 luglio 2015 per la prima volta nella storia della Chiesa si tiene un processo canonico per casi di pedofilia all'interno delle mura leonine, in quanto il fatto è riferito all'arcivescovo Józef Wesołowski (già dimesso allo stato laicale nel 2014) - che però morirà prima del giudizio, il 27 agosto 2015 - e altri cittadini del Vaticano. Per la prima volta, su decisione del Pontefice, l'intero collegio giudicante è composto da soli laici e le pene contestate contemplano la violazione di norme penali del codice Zanardelli (corruzione mediante atti di libidine e lesioni personali gravi) punite con la reclusione.

### Oceania

#### Australia

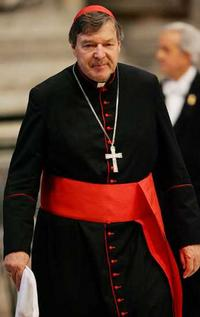
L'arcivescovo di Sydney e cardinale George Pell

In Australia si registrano 107 casi di condanne di sacerdoti o religiosi per abusi sessuali su minori. Ma altri processi sono ancora in corso e, secondo i gruppi di supporto, le vittime si contano a migliaia. In Australia nel 2005 erano in vita 3.142 sacerdoti.
Già nel 1870 suor Mary MacKillop (1842 - 1909), fondatrice nel 1867 dell'ordine religioso australiano delle Sorelle di San Giuseppe del Sacro Cuore, con la missione di aprire scuole per i bambini delle famiglie povere, denunciò insieme a altre consorelle, un prete che commetteva abusi su minori. Il sacerdote venne trasferito in Irlanda, ma il vicario generale della diocesi di Adelaide, dove operava l'ordine la scomunicò per insubordinazione nel 1871. Suor Mary MacKillop è stata proclamata santa da papa Benedetto XVI nel 2010.

##### Il caso O'Donnell
Anthony e Christine Foster, genitori di due bambine ripetutamente violentate da un sacerdote di Melbourne, padre Kenin O'Donnell, accusano il cardinale George Pell di aver insabbiato l'inchiesta contro padre O'Donnell, riconosciuto responsabile delle violenze sulle loro due figlie, Emma e Katherina, commesse tra il 1988 e il 1993.
A seguito delle violenze una delle due figlie, Emma, si è tolta la vita nel 2008, non riuscendo a superare il trauma, e l'altra Katherina, ha avuto problemi con l'alcol e, a seguito di un incidente stradale, ha riportato danni cerebrali.
O'Donnell morì in prigione nel 1997, ma i genitori delle due bambine hanno dovuto intraprendere una dura battaglia legale per veder riconosciuto il risarcimento dei danni.
Nel corso della Giornata Mondiale della Gioventù tenutasi a Sydney nel 2008 i genitori delle due bambine hanno cercato inutilmente di farsi ricevere da Benedetto XVI per avere le scuse dal pontefice.
Nel giugno del 2017 il cardinale George Pell è stato ufficialmente incriminato per pedofilia.
I primi gradi di giudizio hanno emesso due sentenze di condanna che hanno sollevato molte perplessità. Nel novembre del 2019 il giornalista e commentatore di Sky Australia, Andrew Bolt, ha ricostruito e fatto rivivere i movimenti dell’accusatore di Pell, dimostrando l'impossibilità che questi potesse aver subito i reati come sono stati raccontati. Infine, il 7 aprile 2020, i sette giudici dell'Alta Corte di Giustizia australiana hanno assolto all'unanimità da ogni accusa il cardinal Pell, ponendo termine alla sua ingiusta detenzione durata tredici mesi.

## La pedofilia al femminile
Anche tra le religiose appartenenti agli ordini femminili cattolici sono stati registrati casi giudiziari.
Il più famoso è quello che, ad inizio 2008, ha visto la condanna di una suora a 11 anni di prigione per pedofilia: Norma Giannini, direttrice dal 1964 di una scuola media cattolica presso Milwaukee.
Anche in Italia sono stati registrati alcuni casi:
- nel 2010 l'artista altoatesino Peter Paul Pedevilla, in arte Peter Verwunderlich, ospite da bambino a Merano dell'Opera Serafica retta all'epoca dalle suore terziarie, ha dichiarato di aver subito maltrattamenti e violenze sessuali nel 1965, ad opera di una suora. La comunità religiosa femminile ha presentato le sue scuse e ha offerto un risarcimento di 1 500 € a Pedevilla.[222][223]
- nel 2011 una ragazza ventiseienne di Busto Arsizio si tolse la vita, dai suoi diari segreti emerse che da bambina aveva subito per anni abusi da parte di una suora, successivamente condannata a 3 anni e 6 mesi di carcere.[224]

## Nella cultura di massa
Il fenomeno è stato raffigurato da alcune opere artistiche e opere artistiche sono state influenzate dal fenomeno, in varia maniera.

### Riverberi satirici
Il risalto mediatico acquisito dalla vicenda nei giorni nostri ha avuto riverbero anche nel mondo dei videogiochi, mediante la pubblicazione di Operazione: Pretofilia, realizzato in Flash da Molleindustria e pubblicato il 23 giugno 2007. Il protagonista del gioco ha lo scopo, volutamente sarcastico, di nascondere le attenzioni sessuali dei preti virtuali nei confronti dei bambini, onde evitarne l'arresto da parte delle forze dell'ordine.
La pubblicazione del gioco ha provocato polemiche politiche ed un'interpellanza parlamentare ad opera del deputato Luca Volontè (Udc), nella quale si chiede alle istituzioni la censura del prodotto in rispetto della Legge 38/2006 sulla pedofilia. Molleindustria ha replicato sottolineando che «la legge punisce la rappresentazione di immagini virtuali la cui qualità di rappresentazione» - diversamente da quella del gioco - «fa apparire come vere situazioni non reali», e ribadendo la propria intenzione di non ritirare il prodotto.
Molleindustria aveva inizialmente rimosso il gioco dal proprio sito web, anche se poi ha reso disponibile, on-line e gratuitamente, una versione censurata.

### Nella musica
In musica, troviamo varie canzoni sui preti pedofili. Le più famose sono: Cry for The Moon (Epica), Celibate Afrodite (MaYaN), God Has a Plan for us All (Angtoria), There's no End (Magdalen Graal).

### Nel cinema e televisione
Ad esempio nel film State buoni se potete (ambientato a Roma nella seconda metà del XVI secolo) un caso di pedofilia da parte di un chierico (del Duca di Caprarola, giovanissimo cardinale, nei confronti di Leonetta, ragazzina al suo servizio travestita da paggetto maschio) ha un ruolo importante nella trama.
Nel film In nome del Papa Re (ambientato anch'esso a Roma nella metà del XIX secolo) ha un ruolo marginale nella trama, viene accennato sbrigativamente da un personaggio (la fidanzata di Cesare Costa), essendo cosa nota che un sacerdote potesse tentare di abusare di una bambina, e quindi neppure bisognosa di troppe spiegazioni.

#### Il documentarioSex crimes and the Vatican
Nel 2006 l'emittente televisiva inglese BBC ha trasmesso un documentario intitolato Sex crimes and the Vatican (Il Vaticano e i crimini sessuali) che accusava la Chiesa di coprire i sacerdoti coinvolti in abusi sessuali su minori.

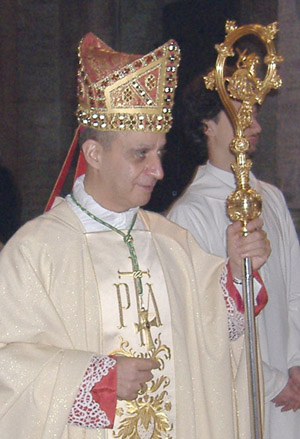
Mons. Rino Fisichella arcivescovo cattolico e teologo italiano. Fu nominato rettore della Pontificia Università Lateranense il 18 gennaio 2002.

In Italia la decisione di Michele Santoro di trasmettere il documentario nella puntata del 31 maggio 2007 del programma Annozero, ha sollevato polemiche politiche. Mario Landolfi, presidente della commissione Vigilanza RAI, ha invitato il direttore generale della Rai pro tempore, Claudio Cappon a non procedere all'acquisto del documentario.
Successivamente alla messa in onda altre polemiche, di segno opposto, hanno coinvolto il conduttore, accusato d'aver concordato con il Vaticano le modalità di pubblicazione, nelle quali si sarebbero illustrati i casi come individuali, evitando di coinvolgere in pieno la Chiesa.
Il documentario mostrava i risultati prodotti da una commissione mista di indagine operante negli Stati Uniti d'America a seguito di svariate denunce. Il documentario metteva in evidenza come in un documento del 1964 intitolato Crimen sollicitationis vi fossero norme e regole che, pena la scomunica, imponessero alle vittime di violenza ed a tutti i soggetti coinvolti a vario titolo di mantenere il silenzio. Durante la trasmissione, questa tesi è stata rigettata da monsignor Rino Fisichella.
Il giorno precedente la messa in onda del documentario, Massimo Introvigne pubblicò su Avvenire un articolo fortemente critico sull'accuratezza dei suoi contenuti. In esso si precisava che la pena della scomunica era, al contrario, riservata a chi avesse omesso la denuncia; la segretezza era riservata ai processi canonici, a tutela di tutte le parti in causa. Altri hanno invece valutato l'ipotesi, fra questi anche la Corte distrettuale di Harris County (Texas), che ha indagato ed imputato per «ostruzione alla giustizia» l'allora cardinale Joseph Ratzinger, in seguito all'invio dell'epistola De delictis gravioribus avvenuta nel 2001. Il procedimento è stato bloccato nel settembre 2005, quando il Dipartimento di Stato statunitense accolse la richiesta di concedere a Ratzinger l'immunità diplomatica in seguito alla sua elezione come Papa (e quindi capo di Stato straniero). In realtà, come riporta lo stesso Massimo Introvigne nel caso deciso il 22 dicembre 2005 a Houston (Texas) dal giudice Lee Rosenthal, il cardinale Joseph Ratzinger non era stato né “incriminato”, né indagato, ma semplicemente era stato citato in giudizio dallo studio legale Kahn Merritt & Allen in una causa civile relativa a danni reclamati all'Arcidiocesi di Houston da persone che accusavano di essere state molestate sessualmente dal seminarista Juan Carlos Patino-Arango, della stessa Arcidiocesi.

#### Il caso Spotlight
Il caso Spotlight, vincitore di due premi oscar, del 2015 ispirato ai casi di pedofilia a Boston è considerato il più importante film sul tema. Racconta la lotta del quotidiano The Boston Globe per arrivare alla denuncia dell'arcivescovo Bernard Francis Law, accusato di aver coperto molti casi di pedofilia.

### Libri
- Elaine Pagels, Adamo, Eva e il serpente, Milano, Mondadori, 1990, ISBN 88-04-33041-4.
- (EN) Chris Moore, Betrayal of Trust: The Father Brendan Smyth Affair and the Catholic Church, Dublin, Marino, 1995, ISBN 1-86023-027-X.
- Anonimo, «Reverendo giù le mani!». Clero e reati sessuali negli anni 30 e negli anni 90, Catania, La Fiaccola, 2000.
- Thomas Plante, Sin against the innocents : sexual abuse by priests and the role of the Catholic Church, Westport Conn., Praeger, 2004, ISBN 978-0-275-98175-4.
- Valerio Bartolucci, I peccati del Vaticano. Preti e pedofilia, Roma, Malatempora, 2005, ISBN 88-8425-099-4.
- Jason Berry, I legionari di Cristo: abusi di potere nel papato di Giovanni Paolo II, Roma, Fazi, 2006, ISBN 88-8112-748-2.
- Discepoli di verità, Segreto Pontificio. I crimini sessuali nella Chiesa nascosti da papa Wojtyła e dal cardinale-prefetto Ratzinger, Milano, Kaos edizioni, 2007, ISBN 88-7953-178-6.
- Piergiorgio Odifreddi, Perché non possiamo essere cristiani (e meno che mai cattolici), Milano, Longanesi, 2007, ISBN 88-304-2427-7.
- Mary Gail Frawley-O'Dea, Perversion of power : sexual abuse in the Catholic Church, Nashville, Vanderbilt University Press, 2007, ISBN 978-0-8265-1546-9.
- Massimo Introvigne, Attacco a Benedetto XVI. Il papa, la pedofilia e il documentario «Sex, crimes and the Vatican», Verona, Fede & Cultura, 2007, ISBN 88-89913-48-7.
- Vania Lucia Gaito, Viaggio nel silenzio: i preti pedofili e le colpe della Chiesa, Milano, Chiarelettere, 2008, ISBN 88-6190-032-1.
- Carlo Nardi, L'eros nei Padri della Chiesa, Firenze, M.I.R., 2000, ISBN 88-88088-01-6.
- Ferruccio Pinotti, Carlotta Zavattiero, Olocausto bianco: pedofilia, nuovo cancro sociale, lobby potente che divora i nostri bambini, in famiglia, nella chiesa, nella società, un'inchiesta a 360°, Milano, BUR, 2008, ISBN 978-88-17-02058-9.
- Mary Gail Frawley-O'Dea, V. Goldner, Atti impuri: la piaga dell'abuso sessuale nella Chiesa cattolica, Milano, Raffaello Cortina Editore, 2009, ISBN 978-88-6030-223-6.
- Paolo Pedote, Lasciate che i pargoli vengano a me - Storie di preti pedofili in Italia, Editore Malatempora, 2009, ISBN 88-8425-010-2.
- Claudio Rendina, I peccati del Vaticano: superbia, avarizia, lussuria, pedofilia. Gli scandali e i segreti della Chiesa cattolica, Roma, Newton Compton, 2009, ISBN 978-88-541-1552-1.
- Francesco Agnoli, Indagine sulla pedofilia nella Chiesa, Verona, Fede & Cultura, 2010, ISBN 978-88-6409-060-3.
- Anonimo, Il peccato nascosto, Roma, Nutrimenti, 2010, ISBN 978-88-95842-58-5.
- Massimo Introvigne, Preti pedofili. La vergogna, il dolore e la verità sull'attacco a Benedetto XVI, Cinisello Balsamo, San Paolo Edizioni, 2010, ISBN 88-215-6840-7.
- Giovanni Cucci, Hans Zollner, Chiesa e pedofilia: una ferita aperta: un approccio psicologico-pastorale, Milano, Ancora, 2010, ISBN 978-88-514-0801-5.
- Stéphane Joulain, Combattere l’abuso sessuale sui bambini. Chi abusa? Perché? Come curare?, Brescia, Queriniana, 2019 ISBN 978-88-399-0996-1
- Luca Pollini, Vaticano pedofilia: le carte, le storie, i nomi dello scandalo che ha travolto la chiesa cattolica nel mondo, Roma, Sprea Book, 2010, ISBN 978-88-6267-087-6.
- Federico Tulli, Chiesa e pedofilia: non lasciate che i pargoli vadano a loro, Roma, L'asino d'oro, 2010, ISBN 978-88-6443-051-5.
- Slavoj Žižek, Il segreto sessuale della Chiesa, Mimesis, 2010, ISBN 978-88-575-0263-2.
- Bruno Zanin, Nessuno dovrà saperlo, Napoli, Pironti, 2009 ISBN 88-7937-376-5

### Articoli, dossier e pubblicazioni varie
- La preda. I casi di pedofilia insabbiati dal Vaticano in Italia, documentario.
- (FR)  Paul Veyne. «La famille et l'amour sous le Haut-Empire romain», in Annales. Économies, Sociétés, Civilisations nº 33 (1968), pagg. 36 e segg.
- P. Messina. «Del Monte, Innocenzo», in Dizionario biografico degli italiani, Roma, Treccani, 1990
- (EN) Karen Terry, et al, http://www.bishop-accountability.org/reports/2004_02_27_JohnJay The Nature and Scope of the Problem of Sexual Abuse of Minors by Priests and Deacons, preparato dal the John Jay College of Criminal Justice, Washington, D.C., U.S. Conference of Catholic Bishops, 27 febbraio 2004. URL consultato il 25 settembre 2011.